# Jerry Collins
Jerry Collins (Apia, 4 de noviembre de 1980 — Béziers, 5 de junio de 2015) fue un jugador neozelandés de rugby nacido en Samoa que se desempeñó como ala u octavo. Collins jugó para los All Blacks 48 partidos y fue designado capitán en algunas ocasiones.

## Biografía
Murió en la madrugada del 5 de junio de 2015 junto con su mujer cuando conducía por una autopista en el sur de Francia y, por motivos que se desconocen, frenó sobre la calzada y fue embestido por un micro.

## Selección nacional

### Participaciones en Copas del Mundo
Disputó las Copas Mundiales de Australia 2003 y Gales 1999 siendo los All Blacks derrotados en semifinales en Australia y en Cuartos en Francia.
| Mundial                       | Sede      | Resultado        | PJ | Tries |
| ----------------------------- | --------- | ---------------- | -- | ----- |
| Copa Mundial de Rugby de 2003 | Australia | Tercer puesto    | 5  | 0     |
| Copa Mundial de Rugby de 2007 | Francia   | Cuartos de final | 3  | 3     |

## Palmarés
- Campeón del Rugby Championship de 2003, 2005, 2006 y 2007.
- Campeón de la Celtic League de 2009-10.
- Campeón de la ITM Cup de 2000.